# Гари Дженингс
Гари Дженингс (на английски: Gary Jennings) е американски автор на романи за младежи и за възрастни. След успешния си роман „Ацтек“от 1980 г. той се специализира в писането на исторически романи за възрастни.

## Биография
Гари Дженингс е роден през 1928 г. в град Буена Виста, Вирджиния, в семейството на печатаря Глен Едуард Дженингс и на съпругата му Вони Мей Бейс. Завършва Гимназия „Истсайд“ в Патърсън, Ню Джърси, и учи в малко училище, като е предимно самоук след това.
Работи като копирайтър и отговорник за рекламни агенции в Ню Йорк в периода 1947-1958 г. и вестникарски репортер в Калифорния и Вирджиния (1958-1961). През 1952-1954 г. е пехотинец в Армията на САЩ в Корейската война и военен кореспондент; награден е с Бронзова звезда.
Член е на PEN International, Гилдията на авторите, Лигата на авторите на САЩ, Гилдията на сценаристите, Клуба на Покалиърс.
Умира от сърдечна недостатъчност през 1999 г. в град Помптън Лейкс, Ню Джърси, на 70 години.

## Творчество
Неговите романи са известни със своите исторически подробности и понякога графично съдържание. Те са добре проучени: той живее 12 години в Мексико, за да изследва ацтеката култура и испанското владичество, пътува из Балканите, докато набира информация за Raptor, и се присъединява към девет циркови трупи по време на писането на Spangle. Той също така пише редица романи за по-млади читатели, като A Rope in the Jungle и история на окултната Black Magic, White Magic.
Неговите епични исторически романи се развиват в различен период и споделят темата за оцеляването чрез остроумие и шанс във времена на насилие. Тези обширни произведения, понякога достигащи 500 000 думи, са пълни с насилие, самохвалство и ярки сексуални сцени. Гари Дженингс обикновено структурира историческите си романи около разказвач, който израства в превратностите на историята и след това взема своите житейски уроци в зряла възраст, изпълнена с опасности и сексуални бягства. Внимателно проучени и притежаващи изобилие от подробности за епохата, романите на Гари Дженингс са му спечелили похвала като „първокласен исторически романист“. 
Не е издаван на български език.

### Романи и новели

#### Поредица „Ацтек“
1. Aztec (1980): историята на Ацтекската империя преди и по време на пристигане на испанците
2. Aztec Autumn (1997): историята на ацтеките след испанското завоевание
3. Aztec Blood (2002), с  Джуниъс Подруг
4. Aztec Rage (2006), автори: Джуниъс Подруг и Робърт Глийсън
5. Aztec Fire (2008), автори: Джуниъс Подруг и Робърт Глийсън
6. Aztec Revenge (2012), автор: Джунуъс Подруг

Робърт Глийсън е редактор на Гари Дженингс в продължение на няколко години. Живее в Ню Йорк. Юниус Подруг е опитен писател както на художествена, така и на научна литература. Живее на Кейп Код.

#### Самостоятелни
- The Terrible Teague Bunch (1975): за банда престъпници от Тексас в края на Стария Запад
- Sow the Seeds of Hemp (1976): за огнедишащ проповедник в Мисисипи
- The Journeyer (1984): разказ за пътуванията на Марко Поло в Далечния Изток.
- Spangle (1987): хроника на живота на цирковите артисти. Издаден също в меки корици, разделен на трилогия: The Road Show, The Center Ring и The Grand Promenade.
- The Lively Lives of Crispin Mobey (с псевдонима Gabriel Quyth) (1988): „Роман от забавната хроника на подвизите на един твърде ревностен мисионер.“ Събран предимно от поредица кратки разкази, публикувани под истинското име на Дженингс в The Magazine of Fantasy and Science Fiction в периода 1972–1979 г.
- Raptor (1992): приключенията на хермафродита Торн в следримския свят.

#### За младежи
- The Movie Book (1963)
- Parades!: Celebrations and circuses on the march (1966)
- The Teenager's Realistic Guide to Astrology (1971)
- The Shrinking Outdoors (1972)
- The Killer Storms: Hurricanes, Typhoons, and Tornadoes (1974)
- Black Magic, White Magic (1975)
- March of the Heroes: The folk hero through the ages (1975)
- March of the Gods (1976)
- The Rope in the Jungle (1976)
- March of the Demons (1977)

#### За читатели в предучилищна възраст
- The Earth Book (1975)

### Разкази

#### Поредици

##### Поредица „Earthbound“
- The Artificially Intelligent Alien

##### Поредица „Reverend Crispin Mobey“
- Sooner or Later or Never Never (1972)
- Not with a Bang But a Bleep (1977)
- Lhude Sing Cuccu! (1977)
- Kingdom Come (1978)
- Let Us Prey (1978)
- Be Jubilant My Feet! (1978)
- Homo Sap (1979)
- Ignis Fatuus (1979)

#### Самостоятелни
- Myrrha (1962)
- A Murkle for Jesse (1965)
- After All the Dreaming Ends (1969)
- Next (1969)
- Tom Cat (1970)
- Specialization (1971)
- How We Pass the Time in Hell (1971)
- Betty (1972)
- Ms. Found in an Oxygen Bottle (1973)
- Cribbing (1976)
- The Relic (1979)
- Indipendence Day (1980) (като Грегър Дж. Джефрис)
- Hell's Fire (1980), с Майк Рейнолдс
- Die and Follow Me (1982)
- Rouge on an Empty Glass (1983)

### Документална литература
- March of the Robots: From the Manikins of Antiquity to the Space Robots of Tomorrow (1962)
- Personalities of Language (1965)
- World of Words: The Personalities of Language (1967)
- The Treasure of the Superstition Mountains (1973)